# Lampeia triangula
Lampeia triangula is een tweekleppigensoort uit de familie van de Thraciidae. De wetenschappelijke naam van de soort is voor het eerst geldig gepubliceerd in 1998 door Kamenev & Nadtochy.